# 도라미&도라에몽즈 우주랜드 위기일발!
우주랜드 위기일발은 2001년에 개봉한 영화로 극장판 도라에몽: 진구와 바람의 마을의 동시 상영작이다.
도라에몽의 동시 상영작 중 도라미&도라에몽즈 시리즈로는 2112년 도라에몽의 탄생을 제외했을 때는 2번째, 포함할 때에는 3번째이다. 도라에몽즈의 영화 작품으로서는 처음으로 도라에몽이 등장하지 않는 작품이다. 전화 카드가 등장하는 도라에몽 영화 중에서 마지막이며 도라미&도라에몽즈 시리즈 동시 상영작으로도 마지막이다.

## 줄거리
도라미와 도라에몽즈는 동창회 겸 우주 유원지인 우주랜드에 온다. (도라에몽은 도라야키를 먹기 위해서 오지 않았다.)
그런데 우주랜드의 모습이 이상하다. 공원에서 만난 햅쌀 경비대원 피노의 이야기에 따르면, 자신의 부주의로 미지의 우주 위릭스를 원내로 침입시켜 버리는 바람에 컴퓨터가 오작동이 나서 이상하다고 한다.
도라미와 도라에몽즈는 우주랜드를 구하기 위해서 우주 위릭스에 도전장을 내민다.

## 캐스팅
도라에몽즈와 관련 캐릭터에 대해서는 더・도라에몽즈를 참고하십시오.
| 등장인물                                     | 성우 (목소리가 없는 경우에는 설명.) |
| -------------------------------------------- | --- |
| 도라미                                       | 요코자와 케이코 |
| 도라리뇨                                     | 스즈키 미에 |
| 도라 더 키드                                 | 난바 케이이치 |
| 왕도라                                       | 하야시바라 메구미 |
| 도라니쿠호                                   | 사쿠라이 토시하루 |
| 엘 마타도라                                  | 나카오 류세이 |
| 도라멧도 3세                                 | 사토 마사하루 |
| 미니도라                                     | 사쿠마 레이 |
| 피노                                         | 미나미 오미 |
| 위릭스                                       | 요코자와 케이코, 이치류 사이테이유, 하야시바라 메구미, 미나미 오미 |
| 도라멧도 3세의 매직 카펫                     | 우주랜드로 가던 중 머신이 고장나서 도라멧도 3세가 타고 가자는 제안을 하였다. 단 무게제한이 있다. 도라미와 도라에몽즈가 탔을 때에도 무게제한에 걸려서 추락하고 말았다.     |
| 악어                                         | 사쿠라이 토시하루 |
| 뱀                                           | 난바 케이이치, 사토 마사하루, 하야시바라 메구미 |
| 사자, 하마, 얼룩말, 곰, 호랑이, 표범, 코끼리 | 왕도라가 뗏목을 타고 물속에 침몰시켰다. |
| 거대로봇                                     | 위릭스한테 조종당하는 인간형 로봇이다. 마지막으로 그들을 펫챤코했다. |
| 수수께끼의 손                                | 키드들의 앞에 나타나서 트럼프를 늘어놓는다. |
| 소                                           | 스모의 끝을 봐주게 하는 수많은 소들이다. 엘 마타도라의 히라리만토에서 쓰러지기는 했으나, 나머지 한 마리가 콧김으로 엘 마타도라를 비롯한 도라에몽즈와 도라미를 날려버렸다. |
| 레이싱카                                     | 마타도라를 비롯한 도라에몽즈와 도라미를 습격한다. |
| 택시                                         | 마타도라가 히치하이크한 택시이다. 두 사람을 산까지 날려버렸다. |
| 곤스케 볼                                    | 얼굴이 곤스케와 비슷하고 그들을 펫챤코하려고 하였다. |
| 기차                                         | 마타도라가 "살았다!"라고 말한 뒤에 나온 기차이다. |

## 스태프
- 원작 - 후지코 F. 후지오
- 감독 - 니시키오리 히로시
- 각본 - 이케다 마미코
- 원안 협력 - 테라 노리후미
- 작화감독 - 타카쿠라 요시히코
- 미술감독 - 스즈키 아키라
- 촬영감독 - 쿠마 마사히로
- 녹음감독 - 오오쿠마 아키라
- 음악 - 미야자키 신지
- 효과 - 마츠다 아키히코 (소다 사운드 크리에이션)
- 편집 - 코지마 토시히코
- 동영상 체크 - 하라 카스미
- 동영상 체크 2 - 나가시마 타카시
- 색채 설계 - 이마이즈미 히로미
- 원화 - 사사키 마사카츠, 하라 카츠노리, 하야시 시즈카, 타카쿠라 요시히코, 후루야마 타쿠미, 카토 히로미, 유메시바 고로, 하시모토 히데키, 지쓰하라 노보루
- 동영상 - 카츠라 히토시, 다이카지 히로유키, 오오시타 토모유키, 야마모토 히로요, 도미타 미호코, 사토 쿄코, 시노하라 에츠코, 키타하라 유카리, 카와카미 노부히코, 이시 시게, 코부야시 나나, 코미야 카즈요, 마츠무라 마이코, 모리 마사미, 오오자와 타츠노리, 사이토 미도리, 하시모토 사토미, 모리타 스스케
- 마무리 - 이마이즈미 히로미, 이노우에 키요미, 쿠로키 토모코, 히라키 요코, 이시즈카 카즈노리, 모리야 리에, 모리 미호, 타치노우리 사키코, 나가누마 카즈미, 수기야마 타마키, 오키 미에, 마츠우라 유키, 와타나베 케이코, 타야마 미즈키, 야마자키 다이스케, 사카이리 카오리
- 특수 효과 - 마에카와 타카시
- 리스마스쿠 - 마키・프로
- 타이틀 - 미치카와 아키라
- 배경 - 하지 카쓰히로, 미야모토 미우, Kim Hoei Yeun, Hoe Sook, Kang Hyeun Joo
- 촬영 - 야마다 히로야키, 스즈키 코지, 오오케다 카즈노부, 후쿠다 히로시, 오오모리 미나코, 오이시 히데카쓰
- CG 디렉터 - 미우라 타쓰야
- 3DCG - 하라 유키오
- 컴포지트 - 사농 아키히로
- 편집 - 코지마 토시히코, 나카하 유미코, 무라이 히데야키, 카와사키 아키히로, 미야케 케이키
- 음향제작 - AUDIO PLANNING U
- 음향 제작 데스크 - 야마구치 사야카, 카토 토모미
- 음향 제작 진행 - 이자와 키
- 레코딩 스튜디오 - APUMEGURO STUDIO
- 믹서 - 오오시노 히사노리, 야마모토 히사시
- 조수 믹서 - 카네코 토시야
- 음악 협력 - 사이토 유지
- 기술 협력 - 모리 미키오
- 제작 담당 - 마쓰쓰치 류지
- 제작 데스크 - 베시 나오키, 타케이 켄
- 프로듀서 - 마시코 아지로, 이치카와 요시히코, 기무라 준이치, 이와모토 타로, 야마카와 히데키
- 제작 협력 - 후지코프로, 아사츠DK(ADK)
- 제작 - 신에이 동화, 쇼가쿠칸, TV아사히